# Pallacanestro alla VI Universiade - Torneo femminile
Il torneo di pallacanestro femminile della VI Universiade si è svolto a Torino, Italia, nel 1970.

## Classifica finale
| -       | Paese            | Formazione |
| ------- | ---------------- | --- |
| Oro     | Unione Sovietica | Irina Akelova · L. Černova · Tamāra Dauniene · Serafina Erëmkina · Tat'jana Makaryčeva · M. Mogileva · V. Petrova · Ravilja Salimova · L. Širokova · M. Surguladze · E. Žilina · L. Žirnova All.: Sergej Gel'činskij |
| Argento | Cecoslovacchia   | Borovianska-Hrbková · Hana Drastichová · Pavla Holková · Hrdinová · Navrátilová · Růžičková · Alena Spejchalová · Jaroslava Synková · Zapletalová · Jana Zoubková All.: -                                            |
| Bronzo  | Cuba             | Mayté Borrero · Matilde Charro · Sonia de la Paz · Caridad González · Pilar Mojena · Hilda Obregón · Teresa Olivera · Ponce · Martha Reynoso · María Luisa Serret · Margarita Skeet · Georgina Vázquez All.: -       |
| 4       | Bulgaria         | |
| 5       | Romania          | |
| 6       | Polonia          | |